# Muscular Christianity

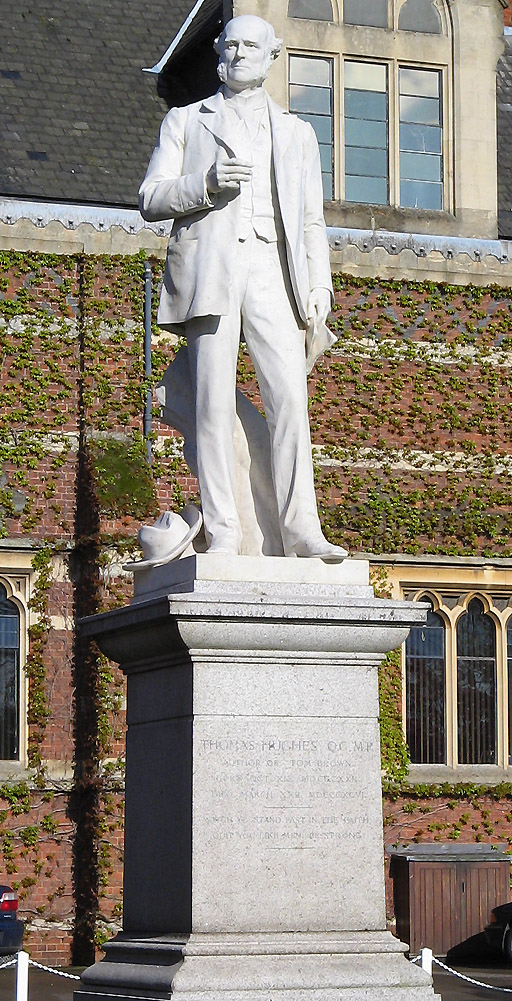
Statua di Thomas Hughes alla Rugby School. Il romanzo di Hughes del 1857 Tom Brown's School Days contribuì molto per promuovere il Muscular Christianity in tutto il mondo anglosassone.

Il Muscular Christianity, traducibile in cristianesimo muscolare, è un movimento filosofico nato in Inghilterra a metà del XIX secolo, caratterizzato dalla fede nel dovere patriottico, nella disciplina, nel sacrificio di sé, nella mascolinità e nella bellezza morale e fisica dell'atletismo.
Il movimento entrò in voga durante l'era vittoriana come metodo per formare il carattere negli alunni delle public school inglesi. È più spesso associato all'autore inglese Thomas Hughes e al suo romanzo del 1857 Tom Brown's School Days, così come agli scrittori Charles Kingsley e Ralph Connor. Il presidente americano Theodore Roosevelt fu cresciuto in una famiglia che praticava il Muscular Christianity e fu un importante aderente al movimento. Roosevelt, Kingsley e Hughes promuovevano la forza fisica e la salute, nonché un perseguimento attivo degli ideali cristiani nella vita personale e nella politica. Il Muscular Christianity è perpetuato attraverso organizzazioni che combinano lo sviluppo fisico e spirituale cristiano. È influente sia all'interno del cattolicesimo che nel protestantesimo.

## Origini e contesto
Fino all'epoca dell'Illuminismo, l'estetica del corpo all'interno del cristianesimo riguardava principalmente la sofferenza sacra. L'ascetismo e la conseguente negazione dei bisogni corporei e della bellezza interessava sia i laici che il clero nell'antichità e nel periodo medievale. Un principio chiave dell'ascetismo è quello di ritenere la carne una distrazione dalla divinità. Sette come il catarismo credevano che la carne fosse completamente corrotta.
Il movimento del Muscular Christianity non è mai stato organizzato ufficialmente. Si tratta invece di una tendenza culturale che si è manifestata in modi diversi ed è stata sostenuta da varie figure e chiese. Il Muscular Christianity può essere fatto risalire all'apostolo Paolo, che usò metafore atletiche per descrivere le sfide della vita cristiana. Tuttavia, l'esplicita difesa dello sport e dell'esercizio nel cristianesimo non apparve fino al 1762, quando l'Emilio o sull'educazione di Rousseau descrisse l'educazione fisica come importante per la formazione del carattere morale.

## Definizioni ed etimologia
Il termine Muscular Christianity divenne ben noto in una recensione dell'avvocato T. C. Sandars del romanzo di Kingsley Two Years Ago, pubblicata sul numero del 21 febbraio 1857 del Saturday Review. Il termine era apparso poco prima. Kingsley scrisse una risposta a questa recensione in cui definiva il termine «doloroso, se non offensivo», ma in seguito lo utilizzò favorevolmente in alcune occasioni.
Oltre alle convinzioni sopra indicate, il Muscular Christianity predicava il valore spirituale degli sport, in particolare degli sport di squadra. Come diceva Kingsley, «i giochi conducono non solo alla salute fisica, ma anche morale». Un articolo su un popolare britannico del XIX secolo lo riassumeva così: «John MacGregor è forse il miglior esempio di Muscular Christianity che questa o qualsiasi altra epoca abbia prodotto. Sembrava che tre uomini abbiano lottato nel suo petto: il cristiano devoto, il sincero filantropo, l'atleta entusiasta».
Nonostante avesse ottenuto un certo sostegno, il concetto era ancora controverso. Per esempio, un recensore menzionò «il ridicolo che gli uomini "seri" e "muscolosi" stanno facendo del loro meglio per portare su tutto ciò che è virile», sebbene preferisse «la "serietà" e il "Muscular Christianity"» alla correttezza del XVIII secolo. In un altro caso, un sacerdote dell'Università di Cambridge frustò un altro sacerdote dopo aver sentito che aveva detto la preghiera senza menzionare Gesù perché era presente un ebreo. Un commentatore disse: «Tutto ciò deriva, temiamo, dal Muscular Christianity».

## Thomas Hughes
A Thomas Hughes, contemporaneo di Kingsley, si attribuisce il merito di aver contribuito a stabilire i principi fondamentali del Muscular Christianity in Tom Brown at Oxford, ovvero la virilità fisica, la cavalleria e la mascolinità del carattere. In Tom Brown at Oxford, Hughes affermava che «I muscular christians si sono impadroniti dell'antica credenza cavalleresca e cristiana, secondo la quale il corpo di un uomo gli è stato dato per essere addestrato e soggiogato, per poi essere usato per la protezione dei deboli, il progresso di tutte le cause giuste e la sottomissione della terra che Dio ha dato ai figli degli uomini». Il concetto di protezione dei deboli era legato alle preoccupazioni degli inglesi contemporanei per la condizione dei poveri e per la responsabilità cristiana nei confronti del prossimo.
Richard Andrew Meyer, professore della Baylor University, spiega le sei definizioni del Muscular Christianity di Thomas Hughes attraverso sei criteri. Meyer ha scritto una dissertazione sulla nozione di Muscular Christianity di Thomas Hughes analizzando la carriera di Lance Armstrong. I criteri sono «1) il corpo dell'uomo gli è stato dato (da Dio); 2) e deve essere allenato; 3) e deve essere sottomesso; 4) e deve essere usato per proteggere i deboli; 5) e per promuovere tutte le cause giuste; 6) e per sottomettere la terra che Dio ha dato ai figli degli uomini».

## Inghilterra
L'idea del Muscular Christianity ebbe inizio in Inghilterra nel contesto dell'industrializzazione e dell'urbanizzazione. Come le loro controparti americane, i cristiani in Inghilterra erano preoccupati per la diminuzione della virilità tra i loro seguaci a causa delle influenze puritane, comprese le virtù passive come l'amore e la tenerezza, facendo sì che il Muscular Christianity diventasse una tendenza culturale. Questo non venne avviato da una persona specifica, ma piuttosto sostenuto dalle chiese e da molte figure cristiane individuali, che poi lo hanno diffuso in altre congregazioni. All'epoca si credeva che l'allenamento fisico costruisse la resistenza necessaria per svolgere il servizio agli altri e che la forza fisica portasse alla forza morale e al buon carattere. I cristiani sentivano sempre più che l'atletica poteva essere una buona valvola di sfogo piuttosto che trovare uno sfogo meno morale. Lo sport aiutava anche a reclutare nuovi membri nella Chiesa. Le Chiese iniziarono a formare le proprie squadre sportive e a far costruire le relative strutture all'interno o nei dintorni delle chiese stesse. È così che nel 1844 a Londra nacque la YMCA (Young Men's Christian Association), che però non aveva ancora strutture sportive fino al 1869, quando fu fondata la YMCA di New York.
Queste associazioni divennero molto popolari e le YMCA iniziarono a sorgere in tutto il paese. Nel 1894, un vicario anglicano, il reverendo Arthur Osborne Montgomery Jay, costruì una palestra con un ring di pugilato nel seminterrato della sua chiesa dell'East End di Londra, la Holy Trinity Shoreditch, organizzò un club di pugilato e ospitò grandi e popolari tornei di boxe. Alla fine del XIX e all'inizio del XX secolo, chiese cristiane di varie denominazioni istituirono programmi simili di sensibilizzazione al pugilato in aree povere o operaie della Gran Bretagna e dell'America. Questi sforzi di sensibilizzazione attirarono molti uomini, in particolare i più giovani, non solo per boxare ma anche per essere serviti.
Nel 1901, il Muscular Christianity era così influente in Inghilterra che un autore poteva lodare «l'inglese che attraversa il mondo con il fucile in una mano e la Bibbia nell'altra» e aggiunge: «se gli viene chiesto cosa ha fatto il nostro muscular Christianity, indichiamo l'Impero Britannico». Il Muscular Christianity si diffuse in altri paesi nel XIX secolo. Nel 1860 era ben radicato nella società australiana, anche se non sempre con un grande riconoscimento dell'elemento religioso.

## Stati Uniti

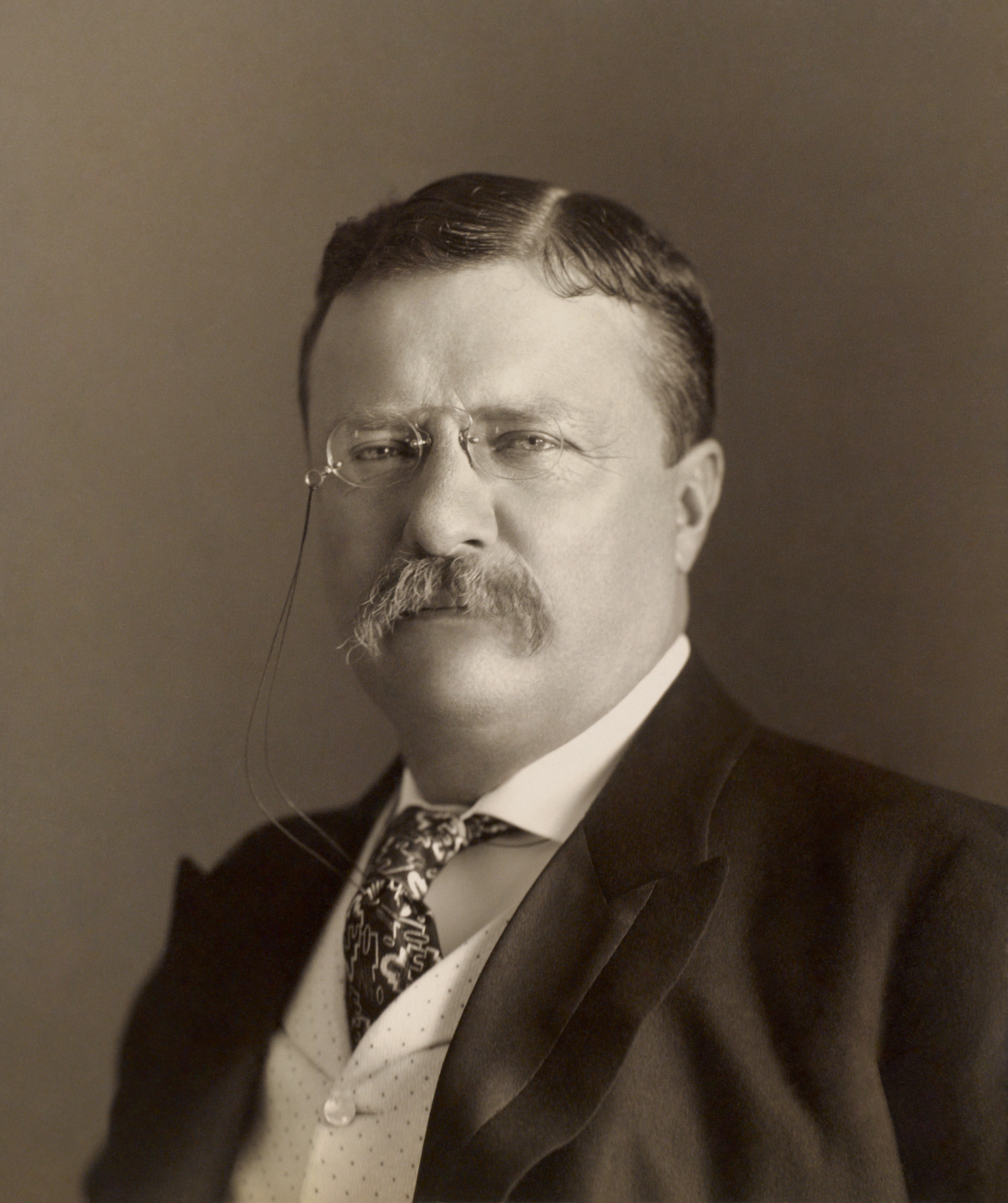
Theodore Roosevelt fu un seguace del Muscular Christianity

Negli Stati Uniti apparve prima nelle scuole private e poi nell'YMCA e nella predicazione di evangelisti come Dwight L. Moody. Lo studioso Iren Annus ha collegato la crescita del Muscular Christianity negli Stati Uniti a più ampi cambiamenti sociali che si stavano verificando in tutto il paese, tra cui l'emancipazione delle donne e l'afflusso di immigrati che lavoravano da operai mentre gli uomini protestanti anglosassoni bianchi diventavano sempre più dei colletti bianchi. Questi fattori contribuirono ad portare alla luce il tema della mascolinità tra i maschi bianchi negli Stati Uniti. Parodiato da Sinclair Lewis in Elmer Gantry (sebbene avesse elogiato l'Oberlin College YMCA per il suo  »positivo e serio muscular Christianity») e in disaccordo con teologi come Reinhold Niebuhr, la sua influenza declinò nel protestantesimo mainstream statunitense.
Allo stesso tempo, ebbe un impatto significativo sull'evangelicalismo negli Stati Uniti e venne promosso da organizzazioni come la Fellowship of Christian Athletes, Athletes in Action e Promise Keepers. Theodore Roosevelt fu uno dei più importanti seguaci del Muscular Christianity negli Stati Uniti. Roosevelt riteneva che «c'è solo una sfera molto circoscritta di utilità per l'uomo timido e buono», un sentimento a cui facevano eco molti all'epoca. I seguaci del Muscular Christianity trovarono infine che l'unica soluzione fosse quella di collegare la fede alla fisicità del corpo.
Un esempio talvolta citato di Muscular Christianity degli Stati Uniti fu il Men and Religion Forward Movement, organizzato da Fred Smith, un dirigente dell'YMCA, nel 1910. Il movimento era caratterizzato da un mix di sensibilità evangeliche muscolari, revivalistiche e sociali, con un lavoro diretto all'evangelizzazione, allo studio della Bibbia, al lavoro con i ragazzi, alle missioni e al servizio sociale. L'organizzazione ospitò grandi revival e campagne in tutti gli Stati Uniti. Circa 1,5 milioni di uomini parteciparono a 7.000 eventi.
La popolarità del Muscular Christianity declinò notevolmente dopo la prima guerra mondiale, quando gli orrori della guerra causarono disillusione nei confronti del cristianesimo in generale. Sembrava essere «una fatica insensata legata non alla riforma sociale, ma a quella che il re dei cereali J. H. Kellogg chiamava la nuova religione "dell'essere buoni con sé stessi"», cioè «attività di svago recentemente accessibili come l'automobile e l'ascolto della radio».
La diffusione del Muscular Christianity portò a molti cambiamenti all'interno della Chiesa cattolica. Le funzioni religiose vennero modificate per rivolgersi maggiormente agli uomini e ai sacerdoti venne richiesto di avere una certa statura "virile". Si pensava che i sacerdoti con questo aspetto attirassero altri uomini come loro. I ministri protestanti in Inghilterra e in America sostenevano che gli uomini non erano veramente cristiani se non erano muscular Christians. Il fenomeno del Muscular Christianity è poi diminuito in alcune chiese protestanti, ma non è mai scomparso dal panorama religioso americano.

## Asia
Elwood Brown, direttore fisico del capitolo di Manila dell'YMCA, promosse fortemente il Muscular Christianity nelle Filippine e fu cofondatore dei Giochi dell'Estremo Oriente, che si svolsero dal 1914 al 1934. Lo studioso giapponese Ikuo Abe ha sostenuto che l'etica sportiva moderna e la cultura sportiva in Giappone sono state fortemente influenzate, ai suoi inizi, dai missionari cristiani e dagli insegnanti occidentali durante il XIX e il XX secolo. Secondo lo studioso, la cultura sportiva giapponese si è sviluppata come un'ibridazione tra il Muscular Christianity e l'etica del Bushido. Il Muscular Christianity ha anche influenzato l'ideologia del Muscular Hinduism e del nazionalismo indù di Swami Vivekananda, in particolare la sua enfasi sulla prestanza fisica e sulla mascolinità.

## Africa
Secondo Peter Alegi, il Muscular Christianity raggiunse l'Africa attraverso le scuole missionarie coloniali alla fine del XIX secolo. Gli sport furono incorporati direttamente in molte scuole missionarie per promuovere il Muscular Christianity, in quanto amministratori e missionari ritenevano che sport come il calcio condividessero molti degli stessi valori. L'effetto delle scuole missionarie come l'Adams College in Sudafrica si è visto attraverso i dati demografici dei giocatori di calcio, dato che un numero significativo di membri dei primi club sportivi in Sudafrica erano africani cristiani. Con il tempo, queste pratiche si sono allontanate da sport specifici e si sono orientate verso l'educazione fisica generale.
Il Muscular Christianity si diffuse in tutta l'Africa grazie alla colonizzazione. Gli uomini dovevano essere i capifamiglia e si riteneva che questa struttura si stesse deteriorando. Fu l'istituzione di scuole in stile occidentale in tutto il continente a portare il Muscular Christianity, insieme all'introduzione delle squadre di calcio europee. Si pensava che il calcio insegnasse ai ragazzi l'autocontrollo, la correttezza, l'onore e il successo. Doveva anche farli diventare cittadini disciplinati, sani e morali. L'obiettivo di queste squadre di calcio non era solo quello di dare ai ragazzi dei tratti idealizzati, ma di farli diventare forti soldati e sostenitori del mondo occidentale. Le scuole missionarie furono tra le prime a incorporare il calcio nei loro programmi, per assicurarsi che ogni studente giocasse. In questo modo si fondevano la cultura africana e quella occidentale per far entrare più facilmente gli studenti africani nel mondo del cristianesimo.
L'Adams College, noto come Amanzimtoti Training Institute prima del 1914, è stata una delle prime e più grandi scuole missionarie dell'Africa meridionale e centrale. Questa scuola era importante per la sua squadra di calcio, le Shooting Stars. Questa squadra ha avuto successo nelle competizioni contro le altre squadre della zona. Altre scuole missionarie erano conosciute più per i loro successi in altri sport, come il cricket o il rugby.

## Impatto

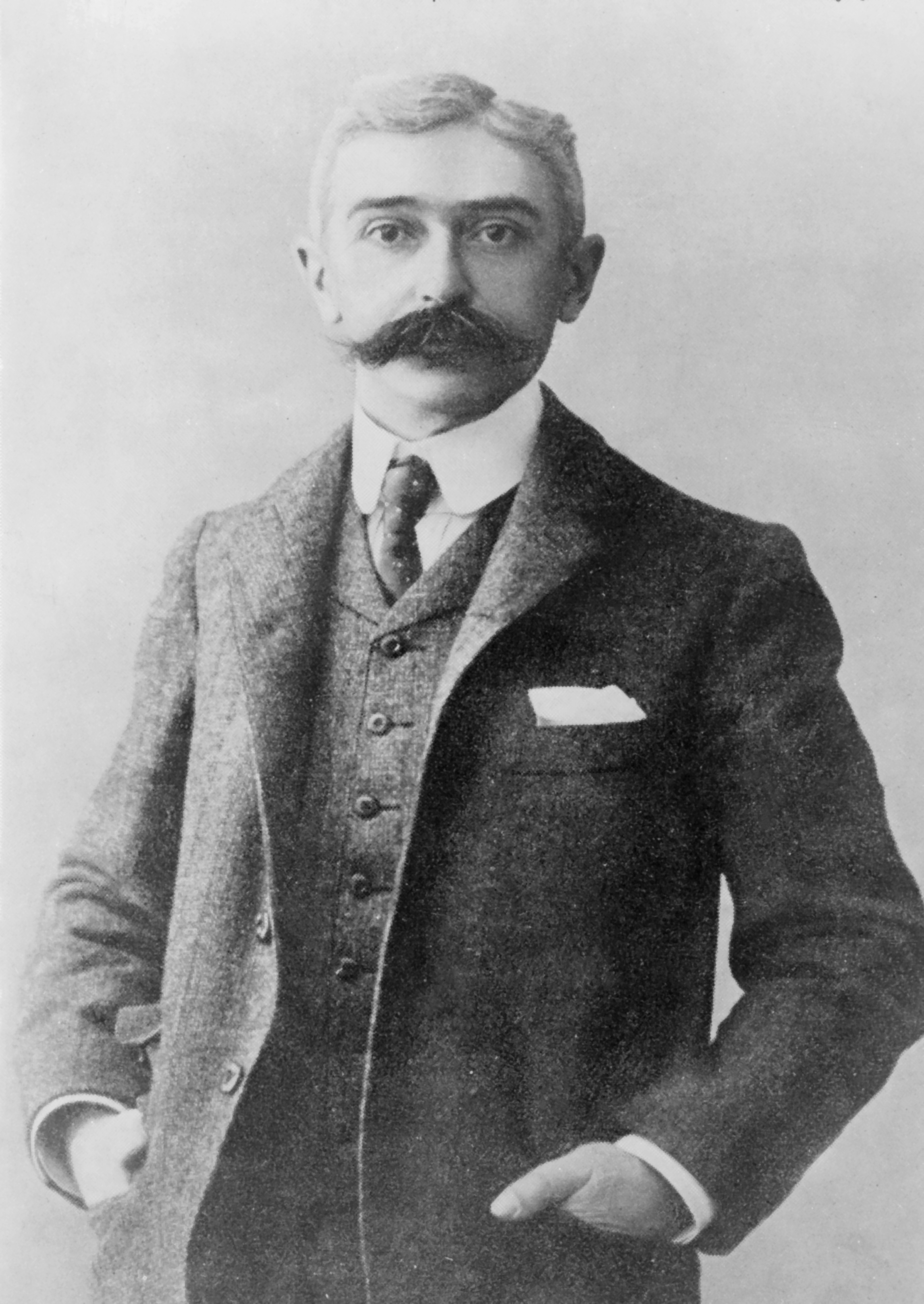
Il barone Pierre de Coubertin si ispiro al Muscular Christianity nella fondazione delle Olimpiadi moderne

Secondo Nicholas Watson, l'ideologia del Muscular Christianity ha contribuito allo sviluppo dei Giochi Olimpici. Pierre de Coubertin, il fondatore delle Olimpiadi moderne, fu fortemente influenzato dal Muscular Christianity, e questa fu una delle sue principali ispirazioni insieme ai Giochi Olimpici della Grecia antica.
Nel XXI secolo si è assistito a una rinascita della popolarità del Muscular Christianity, guidata dal numero sproporzionatamente alto di uomini che diventano atei o agnostici e da una percepita "crisi della mascolinità". Negli Stati Uniti, il Muscular Christianity è rappresentato al meglio da atleti come Tim Tebow, Manny Pacquiao, Josh Hamilton e Jeremy Lin. Questi atleti parlano e scrivono spesso della loro fede e condividono le loro convinzioni con i loro fan.

I pastori neo-calvinisti, come John Piper, hanno spinto per porre l'accento su un cristianesimo e un concetto di Cristo maschili. Piper ha affermato che «Dio si è rivelato nella Bibbia in modo pervasivo come re e non come regina, come padre e non come madre. La seconda persona della Trinità si rivela come Figlio eterno e non come figlia; il Padre e il Figlio creano l'uomo e la donna a sua immagine e danno loro il nome di uomo, il nome del maschio». Per questo motivo, Piper ha affermato che «Dio ha dato al cristianesimo un'impronta maschile».

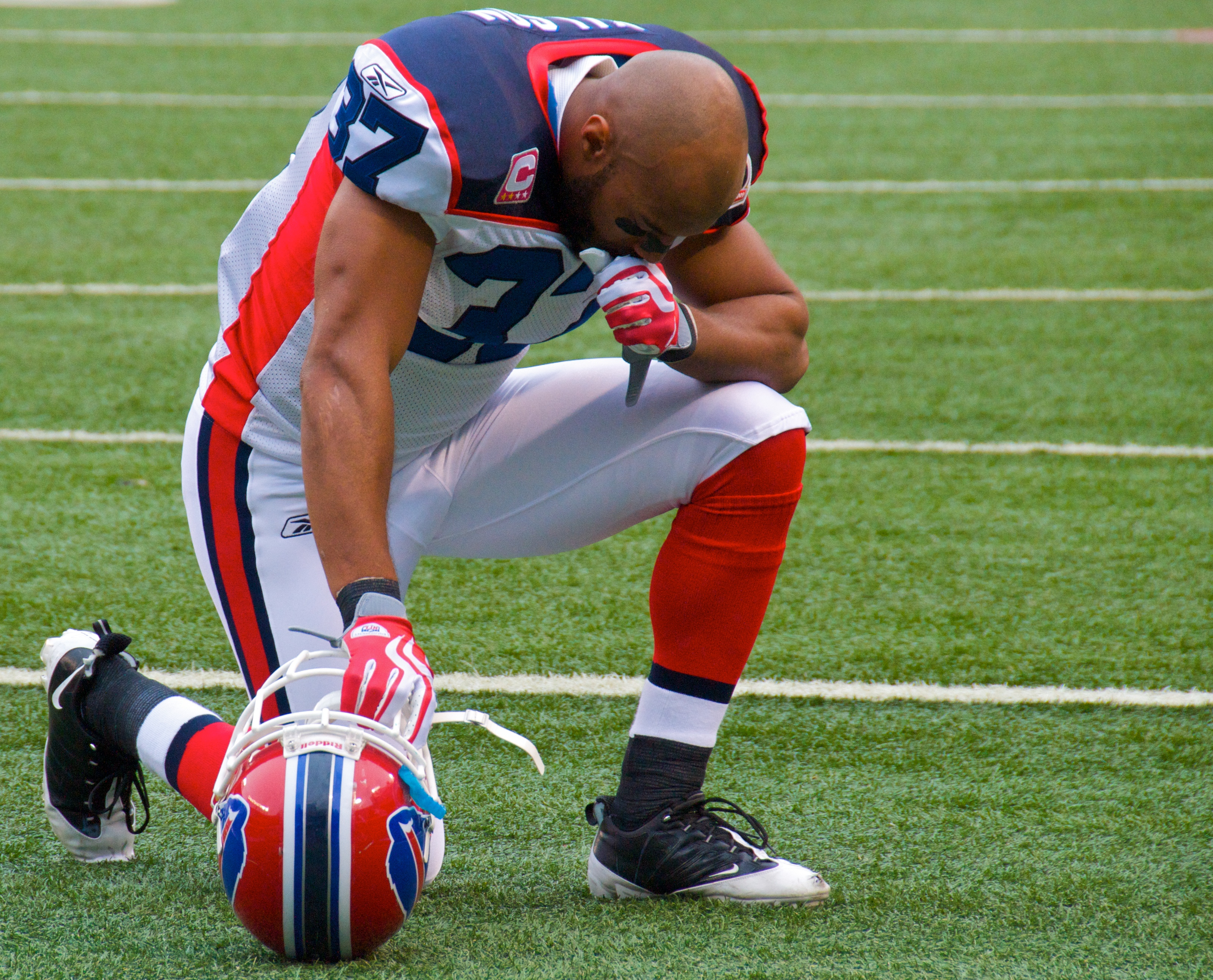
Il giocatore di football americano George Wilson prega prima di una partita. Wilson «dice di portare sempre con sé la sua fede cristiana» e ha ricevuto riconoscimenti per il servizio reso alla comunità.

Michael Kimmel sostiene, nel suo libro Manhood in America, che l'Università di Notre Dame mette in mostra il Muscular Christianity perché la scuola pratica il cattolicesimo. Si ritiene che gli atleti maschi delle squadre universitarie pratichino i sei criteri di Thomas Hughes per il Muscular Christianity. La squadra di football di Notre Dame, ad esempio, è composta da uomini cattolici che credono che i loro corpi siano un dono di Dio e, pertanto, addestrano i loro corpi in suo nome.